# Иван Миклавчич
Иван Миклавчич (словен. Ivan Miklavčič), познат и као Иван Градник (словен. Ivan Gradni), био је словеначки сељачки бунтовник (* око 1690, † 20. април 1714, Горица).
Иван Миклавчич, професионални војник из Рочиња, остао је познат као главни вођа Толминске сељачке буне из марта 1713. године, која је избила због царског пореза на вино, који је грубо убирао чиновник Јакоб Бандељ.
Власти су угушиле побуну војном интервенцијом у јуну исте године. Миклавчич је неко време измицао, а онда је вероватно ухваћен крајем јануара 1714. године. Заједно са још десет организатора, осуђен је на смрт 17. априла 1714. према тада важећем законику Каролински криминални законик цара Карла V. Погубљење је извршено јавно између 20. и 23. априла 1714. у Травнику код Горице. Био је обезглављен и раскомадан, као и остали.